# Campeonato Azeri de Futebol
A Primeira Liga do Azerbaijão (em azeri: Azərbaycan Premyer Liqası), atualmente chamada Misli Premyer Liqası por razões de patrocínio, é um liga profissional de clubes de futebol masculino do Azerbaijão. Está no topo do sistema de ligas de futebol do Azerbaijão, sendo a principal competição de futebol do país. A liga é disputada por 10 equipes e a temporada vai de agosto a maio. O vencedor entra na Liga dos Campeões da UEFA a partir da primeira pré-eliminatória. O vice-campeão e o terceiro colocado garantem o direito de disputar a Liga Conferência Europa a partir da segunda pré-eliminatória.
A Top Division (em azeri: Yüksək Liqa), que existiu de 1992, após o país se desligar da URSS, a 2007, foi a primeira competição em alto nível de times azeris. Foi sucedida pela Primeira Liga do Azerbaijão, organizada pela primeira vez em 2007.
Desde sua criação em 1992, um total de 8 clubes já foram coroados campeões da primeira divisão do campeonato de futebol do Azerbaijão. O atual campeão é o Qarabağ, que conquistou o título na temporada 2022–23 pela décima vez.

## História

### Anos 1990
A liga foi dominada por equipes como Neftçi Baku, Kapaz, Turan Tovuz e Şəmkir Futbol Klubu. Porém, as dificuldades financeiras tiveram um impacto negativo nos clubes locais e a maioria dos times como Khazri Buzovna, Shamkir, Vilash Masalli e Shafa Baku faliram devido às crescentes dívidas. Em 1997, o Kapaz ficou conhecido por sua invencibilidade, já que o recorde do clube na temporada 1997-1998 foi de 22 vitórias, 4 empates e 0 derrotas, dos 26 jogos no total, uma série invicta que não foi igualada em nenhuma temporada por nenhuma equipe. em qualquer divisão da liga do Azerbaijão.

### Anos 2000

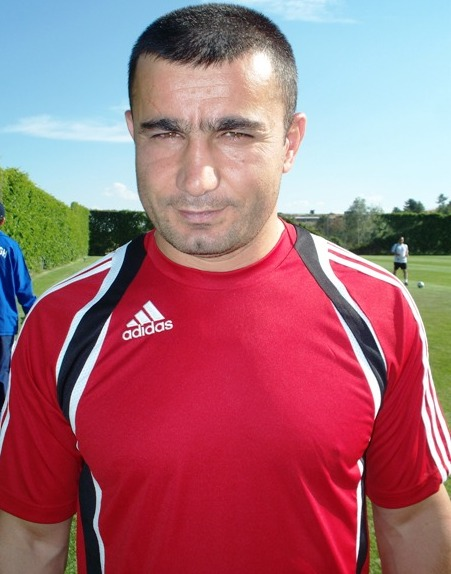
Sob o comando de Gurban Gurbanov, o Qarabağ tornou-se o segundo time a representar o Azerbaijão na Liga Europa.

Quando a liga entrou em um novo século, o Neftçi Baku se viu diante de novos desafiantes. O time foi desafiado pelos emergentes Khazar Lankaran, Inter Baku e Bakı FC em ambas as competições. O futebol do país sofreu um duro golpe em 2002, quando a UEFA impôs uma proibição de dois anos em resposta a um conflito de longa data entre a Associação de Federações de Futebol do Azerbaijão e a maioria dos principais clubes do país. O campeonato nacional foi abandonado como resultado do conflito e os principais clubes impediram seus jogadores de jogar pela seleção nacional, com autoridades fiscais investigando as alegações de fraude na federação do Azerbaijão. Sob a gestão de Agaselim Mirjavadov, o Khazar Lankaran terminou como vencedor da Copa do Azerbaijão em 2006 e 2007, enquanto se tornou campeão da liga em 2006-07, apesar de ter perdido o título para o Neftçi em 2004-05 durante o play-off do campeonato. O Qarabağ foi a primeira equipe da história do Azerbaijão a chegar a rodadas de play-off (a última antes da fase de grupos) da Liga Europa nas temporadas 2009-10, quando passou pelos favoritos Rosenborg da Noruega e Honka da Finlândia, até parar no Twente da Holanda e 2010-11, quando passou por FK Metalurg Skopje da Macedônia do Norte, Portadown F.C. da Irlanda do Norte e Wisła Kraków da Polônia. No play-off porém foi derrotado pelo Borussia Dortmund da Alemanha por 5-0 no placar agregado.

### Anos 2010
Liderado por Gurban Gurbanov, o Qarabağ tornou-se o segundo time a representar o Azerbaijão na Liga Europa.
Os anos 2010 trouxeram um começo brilhante, com Neftçi emergindo como campeão após seis anos da tentativas mal sucedidas. Na temporada seguinte, o Neftçi repetiu a proeza, depois de conquistar o sétimo título na história do clube. Naquele ano, o Neftçi Baku tornou-se o primeiro time do Azerbaijão a avançar para a fase de grupos de uma competição europeia, no caso, a Liga Europa. Na temporada 2012–13, o Neftçi conseguiu o tricampeonato. Na temporada 2013-2014, o Qarabağ conseguiu vencer o seu segundo título após 21 anos, dando início a uma sequência arrasadora que continua até o momento, conquistando o título nacional seis vezes seguidas. Em 2014, o Qarabağ tornou-se a segunda equipe do Azerbaijão a avançar para a fase de grupos da Liga Europa. Após uma participação consecutiva na Liga Europa, em 2017, o Qarabağ tornou-se o primeiro time do Azerbaijão a alcançar a fase de grupos da Liga dos Campeões, ao passar nas fases eiminatórias por Samtredia, Sheriff Tiraspol e Copenhague.

## Formato de disputa
O formato da competição segue o formato habitual de jogos de ida e volta. Durante o período de uma temporada, que dura de agosto a maio, cada clube joga contra todos os outros clubes quatro vezes, duas vezes em casa e duas vezes fora, totalizando 36 partidas. As equipes recebem três pontos por vitória, um ponto por empate e nenhum ponto por perda. As equipes são classificadas pelo total de pontos, com o clube de melhor classificação no final da temporada sendo coroado campeão.
Existe um sistema de promoção e despromoção entre a Primeira Liga do Azerbaijão e a Primeira Divisão do Azerbaijão (atual segunda divisão). A equipe de menor colocação na Premier League é rebaixada para a Primeira Divisão e a equipe campeã da Primeira Divisão é promovida à Premier League. Abaixo está um registro completo de quantas equipes jogaram em cada temporada ao longo da história da liga:
|  | - 26 clubes = 1992 - 20 clubes = 1993 - 16 clubes = 1993–94 - 13 clubes = 1994–95 - 11 clubes = 1995–96 - 16 clubes = 1996–97 - 15 clubes = 1997–98 - 14 clubes = 1998–99 | - 12 clubes = 1999–00 - 11 clubes = 2000–01 - 12 clubes = 2001–02 - 10 clubes = 2002–03 - 14 clubes = 2003–04 - 18 clubes = 2004–05 - 14 clubes = 2005–06 - 13 clubes = 2006–07 | - 14 clubes = 2007–09 - 12 clubes = 2009–13 - 10 clubes = 2013–14 - 9 clubes = 2014–15 - 10 clubes = 2015–16 - 8 clubes = 2016–2022 - 10 clubes = 2022–presente |

## Times da temporada 2019–2020
Nota: A tabela está em ordem alfabética.
| Time        | Localização  | Estádio                            | Capacidade |
| ----------- | ------------ | ---------------------------------- | ---------- |
| Keşla       | Baku         | ASK Arena                          | 5.300      |
| Neftçi Baku | Baku         | Bakcell Arena                      | 11.000     |
| Qabala      | Qabala       | Gabala City Stadium                | 4.500      |
| Qarabağ     | Baku         | Azersun Arena                      | 22.360     |
| Sabah       | Baku         | Alinja Arena                       | 13.000     |
| Səbail      | Səbail, Baku | ASCO Arena                         | 3.000      |
| Sumgayit    | Sumqayit     | Kapital Bank Arena                 | 1.500      |
| Zira        | Zirə, Baku   | Zira Olympic Sport Complex Stadium | 1.500      |

## Campeões
- 1992: Neftçi Baku PFC
- 1993: FK Qarabağ
- 1993-94: PFK Turan Tovuz
- 1994-95: FK Kapaz Gandja
- 1995-96: Neftçi Baku PFC
- 1996-97: Neftçi Baku PFC
- 1997-98: Kapaz
- 1998-99: Kapaz
- 1999-00: Şəmkir Futbol Klubu
- 2000-01: Şəmkir Futbol Klubu
- 2001-02: Campeonato suspensp"[7]
- 2002-03: Não disputado[8]
- 2003-04: Neftçi Baku PFC
- 2004-05: Neftçi Baku PFC
- 2005-06: Bakı FK
- 2006-07: Khazar Lankaran
- 2007-08: Inter Baku (‡)
- 2008-09: Bakı FK
- 2009-10: Inter Baku (‡)
- 2010-11: Neftçi Baku PFC
- 2011-12: Neftçi Baku PFC
- 2012-13: Neftçi Baku PFC
- 2013-14: FK Qarabağ
- 2014-15: FK Qarabağ
- 2015-16: FK Qarabağ
- 2016-17: FK Qarabağ
- 2017-18: FK Qarabağ
- 2018-19: FK Qarabağ
- 2019-20: FK Qarabag
- 2020-21: Neftçi Baku PFC
- 2021-22: FK Qarabag
- 2022-23: FK Qarabag
- 2023-24: FK Qarabag

(‡) O Inter Baku foi renomeado em 28 de outubro de 2017 para Keşlə Futbol Klubu.

## Títulos por clube
| Número de títulos | Clubes                                       |
| ----------------- | -------------------------------------------- |
| 11 títulos:       | FK Qarabağ                                   |
| 9 títulos:        | Neftçi Baku                                  |
| 3 títulos:        | Kapaz PFK                                    |
| 2 títulos:        | Inter Baku PIK, FC Baku, Şəmkir Futbol Klubu |
| 1 títulos:        | Turan İK, Khazar Lankaran                    |

## Recordes
Maior vitória em casa
FK Qarabag 16–0 Shamkir (1997–1998)
Maior série invicta
FK Qarabag, 36 jogos, 1997–98
Jogador mais jovem a entrar em campo

Orkhan Aliyev, pelo Sumgayit contra o Qabala, aos 15 anos, 236 dias
Jogador mais velho a entrar em campo

Nadir Shukurov, pelo Karvan contra o Mughan, aos 42 anos, em 19 de abril de 2009
Maior artilheiro do campeonato

Nazim Aliyev (Khazar Sumgayit, Neftçi, Qarabag, Shafa Baku e Dinamo Baku), 183 gols
Maior número de aparições no campeonato

Azer Mammadov, 445 partidas
Mais gols em uma temporada

Nazim Aliyev (FK Qarabag), 47 gols em 1992